# Дэвис, Джорджия
Джорджия Дэвис (род. 11 октября 1990, Лондон) — британская пловчиха, призёр чемпионата мира по плаванию на короткой воде, четырёхкратная чемпионка Европы. Специализируется на дистанциях на спине.

## Биография
На летних Олимпийских играх 2012 года на дистанции 100 метров на спине финишировала на 6-м месте, но не смогла пробиться в финал.
Вновь через четыре года представляла свою страну на летних Олимпийских играх 2016 года, где участвовала на этой же дистанции. Снова вышла в полуфинал, но в финал не квалифицировалась.
В 2014 году выиграла золотую медаль на 50-метровой дистанции на спине и серебро на 100-метровой дистанции на спине на Играх Содружества. Месяц спустя выиграла серебро на дистанции 50 метров на спине и бронзу на дистанции 100 метров на спине, а также эстафету 4×100 метров на Чемпионате Европы в Берлине.
На чемпионате Европы 2018 года выиграла золото на дистанции 50 метров на спине, финишировав со временем 27,23 секунды. Затем выиграла ещё одно золото в составе команды в смешанной эстафете 4×100. И добавила серебро на дистанции 100 метров на спине, и бронзу в эстафете 4×100 комплексным стилем.
В 25-метровом бассейне, на чемпионате Европы в декабре 2019 года, стала бронзовым призёром на дистанции 100 метров на спине, показав время 56,73 и уступив победительнице Кире Туссен 0,98 секунды.